# Jezerca
Die Jezerca (albanisch Maja e Jezercës; serbisch Језерски Врх Jezerski Vrh) gilt mit 2694 m ü. A. als der höchste vollständig in Albanien gelegene Berg und ist die höchste Erhebung der Nordalbanischen Alpen. Der Korab auf der Grenze zu Nordmazedonien ist der höchste Berg Albaniens.

## Lage und Umgebung
Die Bergspitze, nur etwa fünf Kilometer südlich der Grenze zu Montenegro, liegt zwischen den Tälern der Valbona im Osten und der Shala im Westen. Der ganze Stock zwischen den Tälern von Shala, Valbona und Ropojana sowie der Maja Rosit (2522 m ü. A.) wird als Jezerca-Massiv bezeichnet, das neben der Jezerca-Spitze noch Erhebungen wie die Maja Popluks (2569 m ü. A.) und die Maja e Alisë (2471 m ü. A.) im Westen, die Maja Rrogamit (2478 m ü. A.) im Osten, die Maja Kolajet (2498 m ü. A.), die Maja Malësores (2490 m ü. A.) und die Maja Bojës (2461 m ü. A.) im Nordwesten sowie die Maja e Kokerhanës (2508 m ü. A.) und die Maja Etheve (2393 m ü. A.) im Norden.
Wegen der hohen Berge und vorgelagerter Rücken, die die Jezerca umgeben, ist sie kaum vom Tal und auch nur von wenigen erhöhten Punkten außerhalb des Gebirgsstocks zu sehen.
Der Berg kann mit nur wenig Kletterei von Norden oder Westen erklommen werden. Die Jezerca wird meist vom montenegrinischen Gusinje oder von Theth im Shala-Tal aus über die Qafa e Pejës bestiegen.
Der Massiv steht im Zentrum des Nationalparks Alpen Albaniens.

## Topologie und Geographie
Die Jezerca ist eine große felsige Spitze aus dolomitischem Kalkstein. Vegetation gibt es darauf fast keine. Nördlich, östlich und westlich der Spitze fällt der Berg in große Kare ab, die in den Eiszeiten von Gletschern gebildet wurden. Heute befinden sich im nördlichen Kar Buni i Jezercës auf einer Höhe zwischen 1980 Metern und 2100 Metern Höhe ein rund 400 Meter langer aktiver Gletscher und im östlichen Kar Llugu i Zajavë zwei noch kleinere aktive Gletscher. Im Winter fällt so viel Neuschnee, dass er sich in diesen geschützten Lagen akkumulieren kann und nur in besonders trocken-warmen Jahren wegschmilzt.

## Name
Der Name Jezerski Vrh bedeutet See-Spitze. Die Herkunft dieser serbischen Bezeichnung dürfte von einigen Karseen im unteren Teil des Kars Buni i Jezercës zwischen dem Berg und der Grenze herrühren. Von den Kommunisten Albaniens erhielt der Jezerca auch den Namen Maja e Rinisë (Berg der Jugend), der sich im Ausland aber nie durchsetzte.
In älteren Reiseberichten findet sich der Name Pupluks und Jezerca Pupluks. Auf heutigen Karten ist mit Maja Popluks eine Bergspitze im Jezerca-Massiv anderthalb Kilometer südwestlich bezeichnet, die vom Tal aus die Sicht auf die Jezerca verdeckt.

## Besteigungsgeschichte
Die erste dokumentierte Besteigung erfolgte am 26. Juli 1929 durch die britischen Bergsteiger Cyril Montague Sleeman (* 1883, † 1971), W. T. Elmslie und L. A. Ellwood. Sleeman schreibt aber selber, dass sie nicht die ersten Menschen auf dem Gipfel waren.

“We got to the top at 8.45. Arrived there we found a recently built cairn – no doubt made by the Italian survey party we had been told about in Thethi.”

„Wir erreichten den Gipfel um 8.45 Uhr. Dort angekommen fanden wir einen kürzlich erbauten Steinmann – kein Zweifel von der italienischen Vermessergruppe erstellt, über die man uns in Theth berichtet hatte.“

Während einige Autoren behaupteten, dass aus ihren Beschreibungen nicht klar hervorgegangen sein soll, welchen Berg im Jezerca-Massiv sie erklommen hatten, ist es für andere klar aufgrund von Wegbeschreibung und eines Fotos, dass die Engländer den Gipfel erreicht hatten.
Die italienischen Vermesser hatten 1929 das Gebiet kartiert und dabei viele hohe Gipfel bestiegen und auf ihnen zu Vermessungszwecken Steinmänner errichtet. Dabei waren vermutlich viele Erstbesteigungen, die aber nicht weiter dokumentiert wurden.